# Tô Lâm
Tô Lâm (Văn Giang, 10 de julho de 1957) é um político e ex-policial vietnamita. Exerce os cargos de Secretário-Geral e Secretário da Comissão Central Militar do Partido Comunista do Vietnã desde 3 de agosto de 2024. Foi Presidente do Vietnã entre 22 de maio e 21 de outubro de 2024.
Serviu às Forças Públicas de Segurança do Povo (forças policiais) por 40 anos e foi Ministro da Segurança Pública entre 2016 e 2024.